# Nyersanyag-előkészítéstechnika
A nyersanyag-előkészítéstechnika, valamint a környezeti eljárástechnika, a mechanikai eljárástechnikai valamint bizonyos mértékben a bioeljárástechnikai és termikus eljárástechnikai, továbbá az előkészítéstechnikai alapismeretek alkalmazását jelentik.
- Szenek és ércek osztályozása, dúsítása, brikettezése,
- Ásványi- és kőbányászati nyersanyagok aprítása, minőségjavítása,
- Építőipari, szilikátipari, kerámiaipari nyersanyagok, kohászati alap- és segédnyersanyagok aprítása, osztályozása, őrlése, keverése, dúsítása,
- Mezőgazdasági, élelmiszeripari, vegyipari és gyógyszeripari nyersanyagok aprítása, őrlése, osztályozása, tisztítása, szárítása, granulálása, keverése,
- Lakossági és ipari hulladékok előkészítése (építési hulladékok, használt fogyasztási eszközök, csomagolóanyagok, bio-, elektromos- és gumi hulladékok), újrahasznosítása.